# Lessertia stipulata
Lessertia stipulata är en ärtväxtart som beskrevs av Baker f. Lessertia stipulata ingår i släktet Lessertia och familjen ärtväxter. Inga underarter finns listade i Catalogue of Life.